# Giovanni Faustini
Giovanni Faustini (19. května 1615 Benátky – 19. prosince 1651 tamtéž) byl italský operní impresario a libretista v 17. století. Proslul zejména spoluprací se skladatelem Francescem Cavallim.

## Život
Faustini se narodil v Benátkách roku 1615. Byl impresáriem divadel Teatro San Cassiano, Teatro San Moisè and Teatro Sant 'Apollinare. Napsal 14 operních libret, z nichž většinu zhudebnil Francesco Cavalli. Několik z nich použili i jiní skladatelé. Mnoho libret zůstalo nedokončených. Po smrti Giovanni Faustiniho je dokončil jeho bratr Marco Faustini, který pokračoval i v bratrově dráze divadelníhio impresária.
Tři z jeho libret mají mytologická témata, ale je to spíše výjimka než pravidlo. Typické Faustiniho libreto nevychází ani z mytologie ani z historie, ale je dílem autorovy fantazie. Základním schématem jsou dva páry aristokratických milenců z exotických zemí, kteří podstupují dlouhý proces rozchodů a usmiřování. Celek je doplněn několika komickými postavami, které příběh odlehčují. Často vychází z římské komedie a vyskytují se rekvizity jako jsou spací lektvary a dopisy doručené nesprávnému člověku.
Faustiniho spolupráce s Cavallim měla zásadní význam pro rozvoj benátské opery.

## Libreta

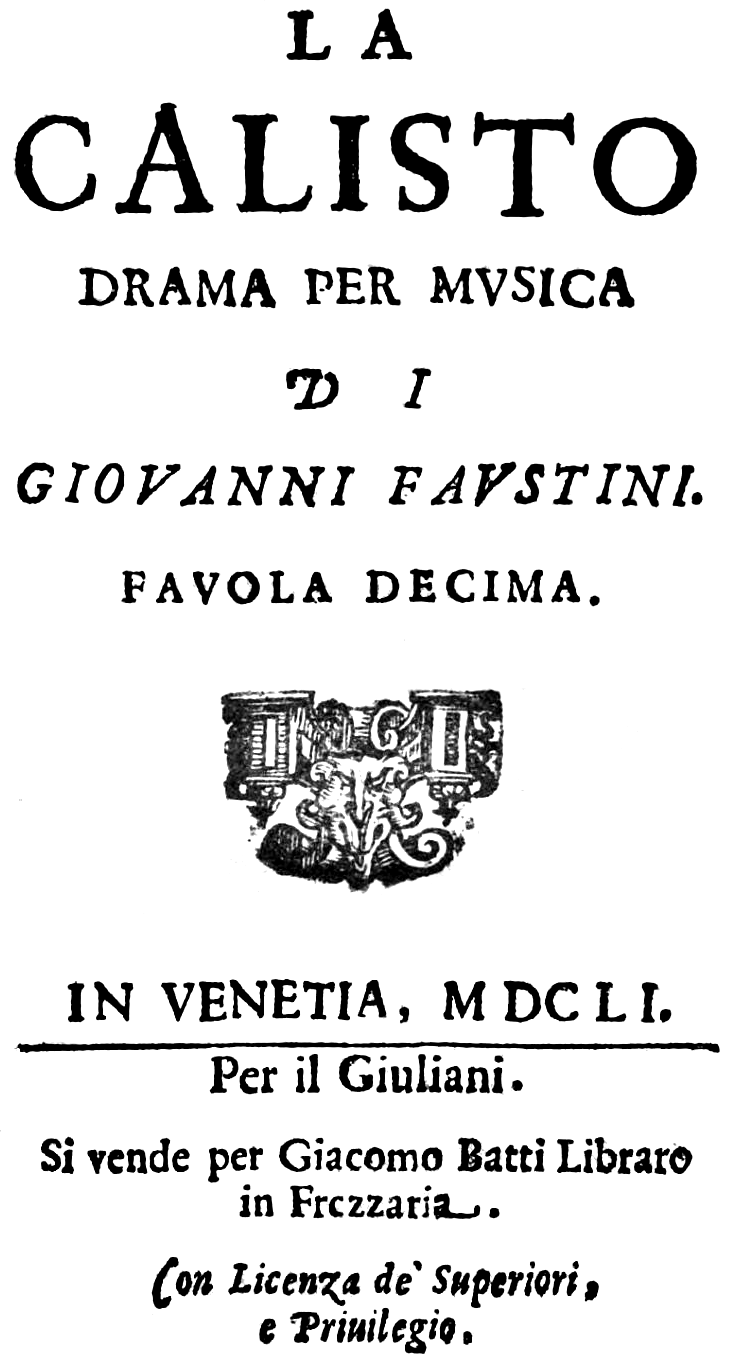
Libreto opery La Calisto.

- La virtù dei strali d'Amore (hudba Francesco Cavalli, 1642)
- Egisto (hudba: Francesco Cavalli, 1643; Benedetto Ferrari, 1651)
- Ormindo (hudba Francesco Cavalli, 1644)
- Doriclea (hudba: Francesco Cavalli, 1645; Pietro Andrea Ziani, 1666)
- Titone (hudba Francesco Cavalli, 1645)
- Euripo (hudba Francesco Cavalli, 1649)
- Orimonte (hudba Francesco Cavalli, 1650)
- Oristeo (hudba Francesco Cavalli, 1651)
- Rosinda (hudba Francesco Cavalli, 1651)
- La Calisto (hudba Francesco Cavalli, 1651)
- Eritrea (hudba Francesco Cavalli, 1652)
- Eupatra (hudba Pietro Andrea Ziani, 1655; Giovanni Battista Costanzi, 1730)
- Elena (libreto dokončil Nicolò Minato; hudba Francesco Cavalli, 1659)
- Il tiranno humiliato d’amore, ovvero Il Meraspe (hudba Carlo Pallavicino, 1667)
- Alciade (hudba Pietro Andrea Ziani, 1667)